# Отле, Эдуард
Эдуард Бартелеми Люсьен Жозеф Отле (нидерл. Édouard Barthélemi Lucien Joseph Otlet; родился 13 июня 1842 года в Брюсселе, умер 20 октября 1907 года в Бланкфоре) — бельгийский сенатор и предприниматель.

## Биография
Эдуард Отле был банкиром, который также занимался строительством и эксплуатацией железных дорог и городских трамваев.
Заниматься строительством и управлением железными дорогами он начал в 1867 году на севере Франции. В 1874 году он завершил строительство железной дороги Остенде-Торхаут-Арментьер. Начиная с 1875 года он сосредоточился главным образом на строительстве трамвайных линий. Его успехи принесли ему титул «короля трамвая». В сотрудничестве с другими бельгийскими предпринимателями, такими как Эдуард Эмпен, его трамвайный бизнес был представлен практически везде в Европе. Компании, которые он основал для строительства и эксплуатации трамваев, обслуживали Гаагу (1875), Прагу (1875), Дюссельдорф (1876), Мюнхен (1878), Флоренцию (1879), Одессу (1880), Неаполь (1881), Харькове (1882), Орёл (1898), Витебск (1898).
В 1880 году он купил остров Леван во Франции как место для отдыха.
Он собрал значительную коллекцию произведений искусства, включая «Снятие с креста» работы Ханса Мемлинга, произведения Яна Мостарта, Ван дер Вейдена, Рубенса и Уильяма Тёрнера.
В его планах было создание на Ближнем Востоке, в Персии, разветвленной системы транспорта.
Во время прогулки в 1887 году Отле открыл для себя нетронутую дюнную область площадью 65 гектаров недалеко от Остенде. После её покупки он, совместно с сыновьями Полем и Морисом, начал развитие этой территории, организовав компанию «La Westendaise». Из частных средств он профинансировал строительство гостиницы, теннисных кортов, церкви, почтового отделения, электростанции, продление трамвайной линии Остенде-Мидделкерке до Вестенде.
Экономическая депрессия 1900 года и собственная неосторожность в бизнесе привели к банкротству значительной части его империи. Большая часть его бизнеса была переданы в другие руки, а его личная коллекция произведений искусства была продана с аукциона.

## Политическая карьера
В 1894 году Отле участвовал в политической кампанию, представляя католическую партию. Хотя он и не был избран напрямую, но в дальнейшем всё же стал провинциальным сенатором провинции Люксембург и исполнял этот мандат до 1900 года.

## Наследники
- Поль Отле, основатель Мунданеума
- Морис Отле, главный основатель курорта Вестенде